# Кривое (озеро, бассейн Кедовки)
Криво́е  — озеро в Мезенском муниципальном округе Архангельской области. Площадь озера — 11,2 км². Высота над уровнем моря — 17 метров.
Озеро находится на мысу Воронов, в северной части муниципального образования Койденское, в 14 километрах к северо-западу от села Койда. Имеет подковообразную форму. Озеро находится в тундровой зоне, окружено болотами и множеством более мелких озёр, со многими из них соединено протоками, наиболее значительные среди них: Островистые озёра на севере и озёра Ершово и Каменное на юге. Крупных притоков нет. Имеет сток через протоки в реку Кедовку, впадающую в Белое море.